# وارطان زورناچیان
وارطان آرتاشس زورناچیان (ارمنی: Վարդան Արտաշի Զուռնաչյան؛ زادهٔ ۲۳ ژوئیهٔ ۱۹۵۸) یک  سیاستمدار اهل ارمنستان است که از تاریخ ۱۹۹۰ تا تاریخ ۱۹۹۵ سمت نمایندگی دوره اول شورای عالی جمهوری ارمنستان را برعهده داشت.

## زندگی‌نامه
در 	۲۳ ژوئیهٔ ۱۹۵۸ ‏در ارمنستان به دنیا آمد . 